# Neesia
Genre
Classification phylogénétique
Neesia est un genre de plantes de la famille des Bombacaceae selon la classification classique et des Malvaceae selon la classification phylogénétique. Ce sont des arbres.

## Espèces
Le genre Neesia compte 8 espèces
- Neesia altissima
- Neesia glabra
- Neesia malayana
- Neesia kostermansiana
- Neesia pilulifera
- Neesia purpurascens
- Neesia strigosa
- Neesia synandra